# Virt (Ort)
Virt (ungarisch Virt) ist eine Gemeinde im Südwesten der Slowakei mit 324 Einwohnern (Stand 31. Dezember 2024). Sie liegt im Okres Komárno, einem Teil des Nitriansky kraj.

## Geographie

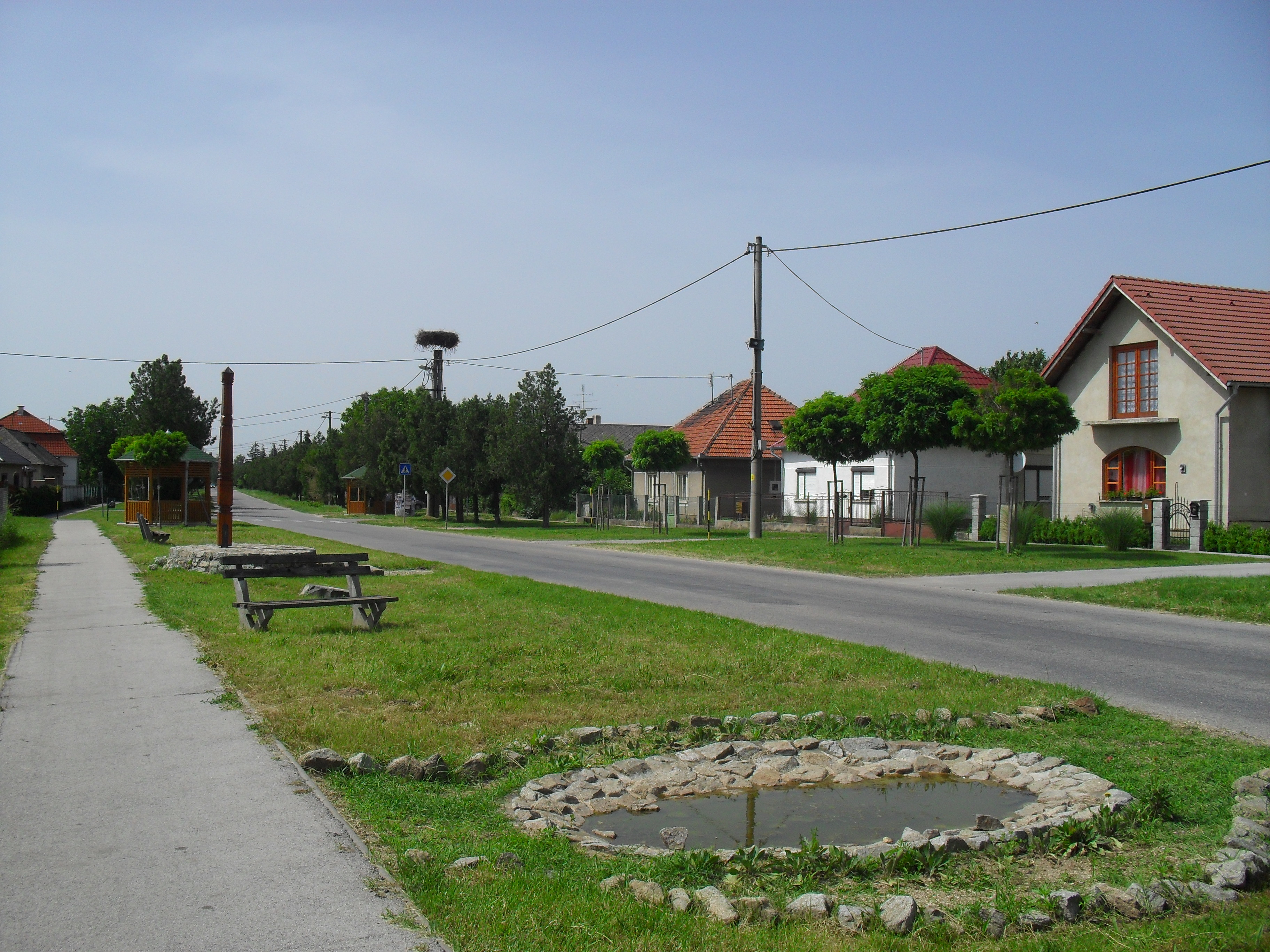
Straßenbild von Virt

Die Gemeinde befindet sich im slowakischen Donautiefland, nahe der alten Mündung von Žitava in die Donau, die hier zugleich die Staatsgrenze zu Ungarn bildet. Heute verläuft der Patinský kanál in der Nähe des Ortes. Das Ortszentrum liegt auf einer Höhe von 120 m n.m. und ist 17 Kilometer von Komárno entfernt.
Nachbargemeinden sind Marcelová im Westen und Norden, Radvaň nad Dunajom im Osten und Patince im Süden.

## Geschichte

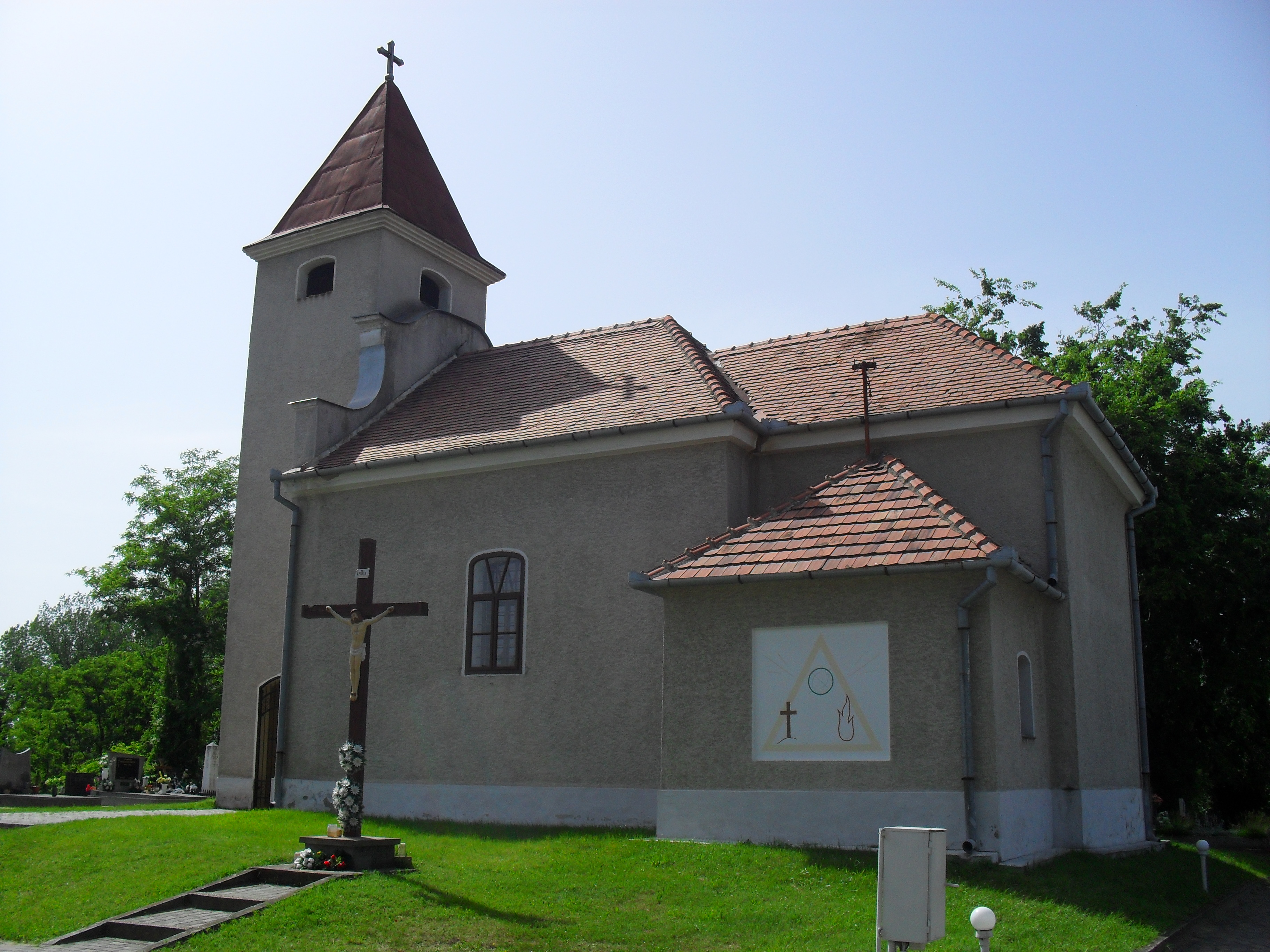
Römisch-katholische Kirche

Die Gegend von Virt wurde in der Jungsteinzeit besiedelt.
Der Ort wurde zum ersten Mal 1256 als Werth schriftlich erwähnt und war damals mehrheitlich Besitz der Burg Bana, zu kleineren Teilen eines Adeligen namens Sefrid sowie des Archidiakons von Komorn. 1264 verkaufte Sefrid seinen Anteil an das Erzbistum Gran, der Anteil der Burg Komorn war danach Besitz des Geschlechts Wérthy, später Bélyi, Csájághy, Huszár und Gyulay. 1828 zählte man 29 Häuser und 158 Einwohner. Um die Mitte des 19. Jahrhunderts fusionierte Virt mit dem Nachbarort Radvaň nad Dunajom (damals ungarisch Radvány).
Bis 1918/1919 gehörte der im Komitat Komorn liegende Ort zum Königreich Ungarn und kam danach zur Tschechoslowakei beziehungsweise heute Slowakei. Infolge des Ersten Wiener Schiedsspruchs war er zwischen 1938 und 1945 noch einmal Teil von Ungarn.
Seit 1990 ist Virt wieder eine selbständige Gemeinde.

## Bevölkerung
| Jahr                | 1994 | 2004    | 2014     | 2024     |
| ------------------- | ---- | ------- | -------- | -------- |
| Anzahl der Personen | 326  | 317     | 284      | 324      |
| Unterschied         |      | −2,76 % | −10,41 % | +14,08 % |

| Jahr                | 2023 | 2024    |
| ------------------- | ---- | ------- |
| Anzahl der Personen | 318  | 324     |
| Unterschied         |      | +1,88 % |

Gemäß der Volkszählung 2011 wohnten in Virt 285 Einwohner, davon 170 Magyaren, 92 Slowaken und drei Tschechen. Sechs Einwohner gaben eine andere Ethnie an und 14 Einwohner machten keine Angabe zur Ethnie.
168 Einwohner bekannten sich zur römisch-katholischen Kirche, 30 Einwohner zur reformierten Kirche, 10 Einwohner zu den Zeugen Jehovas, vier Einwohner zur Evangelischen Kirche A. B. sowie jeweils ein Einwohner zur Bahai-Religion und zur griechisch-katholischen Kirche; ein Einwohner bekannte sich zu einer anderen Konfession. 30 Einwohner waren konfessionslos und bei 40 Einwohnern wurde die Konfession nicht ermittelt.

## Bauwerke
- römisch-katholische Dreifaltigkeitskirche im Barockstil, die durch Umwidmung einer Aufbahrungskapelle aus der ersten Hälfte des 18. Jahrhunderts entstand
- Landschloss im gemischten Renaissance-Barock-Stil aus dem Jahr 1720, Anfang des 19. Jahrhunderts erweitert